# علم جزر العذراء الأمريكية
أعتمد علم الجزر العذراء الأمريكية في 17 أيار - مايو من سنة 1921 ويتكون العلم من نسر أصلع وهو الطائر الوطني في الولايات المتحدةالأمريكية باللون الأصفر على خلفية بيضاء ويحمل النسر بمخالبه من الجهة اليمنى ثلاثة سهام ومن الجهة اليسرى غصن الزيتون.

## معنى علم جزر العذراء الأمريكية
- السهام الثلاثة الموجودة في الجهة اليمنى من مخلب النسر ترمز إلى الجزر الثلاث الرئيسية سانت توماس، سانت جون وسانت كروا.
- الأزرق: يرمز إلى الماء.
- الأبيض: تصور السحاب.
- الأخضر: يرمز إلى التلال.